# Чип Здарски
Стив Мюррей (англ. Steve Murray), более известный под псевдонимом Чип Здарски (англ. Chip Zdarsky) (род. 21 декабря 1975 года) — канадский иллюстратор, художник комиксов и журналист. Наиболее известен работой над комиксом Sex Criminals для издательства Image Comics, за который получил несколько наград и положительные отзывы критиков.

## Биография
Стив Мюррей родился в Эдмонтоне, Альберта, и вырос в Грейтер-Садбери в Онтарио, Канада. В начале двухтысячных он начал карьеру иллюстратора в Торонто, нарисовав под псевдонимом Чип Здарски несколько малоизвестных комиксов, таких как Prison Funnies и Monster Cops. В течение десяти лет он работал в качестве журналиста в канадской газете National Post и под своим настоящим именем он с 2008 года вёл юмористические колонки под названием «Extremely Bad Advice» и «Tear Jerk», где описывал фильмы, которые заставили его заплакать. Вместе с Кэган Маклеод, Беном Шенноном и Кэмероном Стюартом основал в Торонто студию дизайна под названием The Royal Academy of Illustration and Design. Чип Здарски также записал ряд видеороликов псевдонимом Тодд Даймонд.
В 2010 году Мюррей стал известен в социальных сетях, запустив в интернете сатиристическую псевдо-кампанию по избранию его мэром Торонто. В 2013 году он попал в новости как «парень, водивший дружбу с кафе Applebee’s», после того, как начал оставлять дружеские и юмористические комментарии на странице Facebook, принадлежавшей местному кафе в Торонто.
В 2013 году вместе с Мэттом Фрэкшном Чип написал комикс Sex Criminals для Image Comics, который стал толчком в его карьере и принес ему премию Айснера за лучшую новую серию. В 2014 году Marvel Comics подписали Чипа Здарски в качестве художника перезапуска комиксов об Утке Говарде. 
В 2015 году написал комикс Kaptara. 